# 八重山自治會

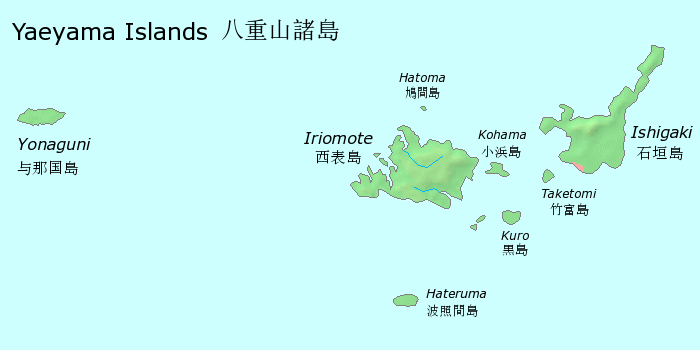
八重山諸島地圖

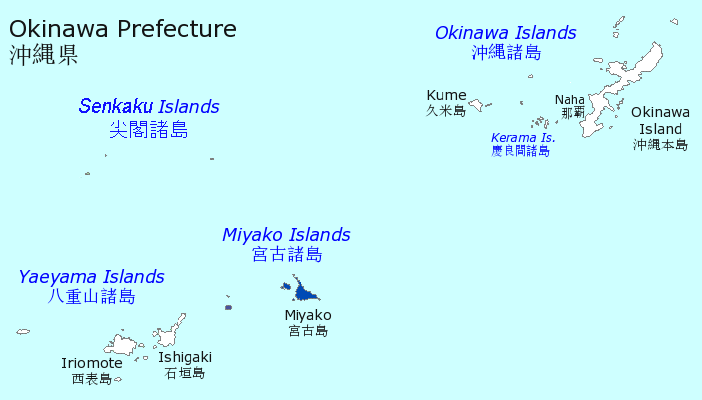
八重山諸島相關位置圖

八重山自治會（羅馬拼音：Yaeyama-Jichikai），是日本沖繩縣轄下八重山群島民眾於1945年建立的自治組織。「八重山共和國」是事後一部份人自行給予的名稱，並非當時的正式名稱。

## 歷史

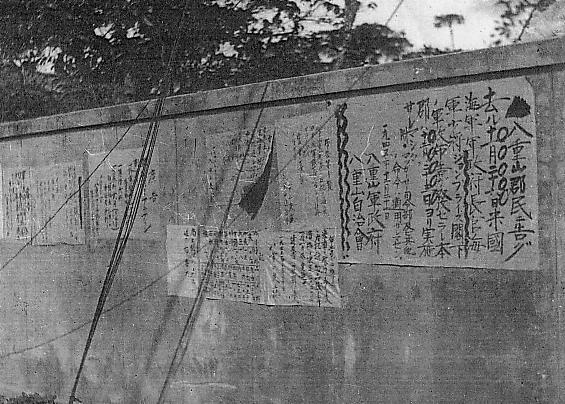
美軍控制八重山群島後，由八重山自治會與美軍設置之八重山軍政府聯合發布之公告。

### 八重山自治會的成立
1945年日本戰敗後，管轄沖繩縣八重山群島的八重山支廳因沖繩縣廳的停止運作而跟著失去機能，使當地陷入「無政府狀態」，加上瘧疾流行的暴發，造成當地社會的不安，於是八重山群島的居民自行成立「自衛團」。同年11月居民召開「自治會組成準備會」，並於一個月後的12月15日，在「八重山館」電影院中正式成立自治組織「八重山自治會」，成立的目的包括：「穩定人心」、「確保治安」、「協助歸國者返鄉」、「處理瘧疾」和「處理走私」；並推出宮良長詳醫生擔任會長，吉野高善醫生和宮城信范校長擔任副會長，並設立了總務、文化、衛生、治安等部門。

### 八重山支廳的恢復
一週後的的12月23日，美國海軍軍政府進入八重山群島，在軍政府下延續「八重山支廳」的設置，並任命八重山自治會的會長宮良長詳擔任第一任的支廳長，其餘自治會幹部亦有不少也參與支廳工作。在八重山群島恢復了正常運作後，達到八重山自治會的原本目標，因此於1946年1月24日八重山自治會解散。

## 政黨
1948年，以原八重山自治會長宮良長詳為中心，在擔任第一任八重山支廳長後，組織了「八重山人民黨」，與在八重山民政府中執政的「八重山民主黨」對立，成為主要的在野黨。但因為受到了美國民政府的監視，甚至住家遭到搜索，於是在1950年改名為「八重山自由黨」。

## 「八重山共和國」的名稱
當時的八重山自治會成員從來都沒有使用過「八重山共和國」的名稱，若是與「蝦夷共和國」的箱館政權比較，也沒有完整的政府組織。雖然八重山群島確實有短暫的時間是日本與美軍都未能進行有效的支配，而出現了自治的事實，但也不到成為一個共和國的程度。
事後卻根據一部分人的說法而成為「八重山共和國」，但是這個名稱，與其說是歷史學或學術性的用詞，不如說是文學上浪漫主義的表現，以及基於特定的政治思想的結果，並不能說是正確的名稱。